# Sana Grillo
Sana Grillo (* 16. November 2000) ist eine maltesische Leichtathletin, die sich auf den Stabhochsprung spezialisiert hat.

## Sportliche Laufbahn
Erste internationale Erfahrungen sammelte Sana Grillo im Jahr 2023, als sie bei den Spielen der kleinen Staaten von Europa (GSSE) in Marsa mit übersprungenen 3,60 m die Bronzemedaille hinter ihrer Landsfrau Peppyna Dalli und Andrea Vasou aus Zypern gewann. Anschließend wurde sie bei der 3. Liga der Team-Europameisterschaft im Rahmen der Europaspiele in Chorzów mit derselben Höhe Vierte, ehe sie bei den Balkan-Meisterschaften in Kraljevo mit 3,40 m den fünften Platz belegte. Im Jahr darauf brachte sie bei den Balkan-Hallenmeisterschaften in Istanbul keine gültige Höhe zustande.
In den Jahren 2022 und 2023 wurde Grillo maltesische Meisterin im Stabhochsprung.